# Ligariella bicornuta
Ligariella bicornuta är en bönsyrseart som beskrevs av Johann Heinrich Kaltenbach 1996. Ligariella bicornuta ingår i släktet Ligariella och familjen Mantidae. Inga underarter finns listade i Catalogue of Life.